# Los Vélez
La Comarque de los Vélez est une des sept comarques de la Province d'Almería située en Andalousie. Cette comarque comprend les municipalités : Vélez-Blanco, Vélez Rubio, María et Chirivel.
La comarque de los Vélez dominée par le Parc naturel de Sierra María-Los Vélez (es), qui se situe dans la partie septentrionale de la province d'Almería, proche des provinces voisines de Grenade et Murcie, et en fait une importante zone touristique.

## Municipalités de la comarque
| Villes       | Habitants | Superficie km2 | Habitants/km2 |
| ------------ | --------- | -------------- | ------------- |
| Vélez-Blanco | 2 165     | 441            | 4,91          |
| Vélez Rubio  | 7 025     | 282            | 24,91         |
| María        | 1 532     | 225            | 6,81          |
| Chirivel     | 1 845     | 197            | 9,37          |
| Total        | 12 567    | 1 145          | 10,98         |

La commune la plus peuplée est Vélez-Rubio. La plus vaste Vélez-Blanco, qui est la deuxième plus grande commune de toute la province. La commune avec le plus petit nombre d'habitants est Maria, et celle avec la plus petite surface est Chirivel.
La capitale traditionnelle et historique de la comarque est la ville de Vélez-Rubio. 